# Niccolò da Perugia
Niccolò da Perugia, anche Nicolò del Preposto (fl. XIV secolo), è stato un compositore italiano della seconda metà del XIV secolo appartenente alla corrente musicale ars nova.
Fu contemporaneo di Francesco Landini, e apparentemente fu molto attivo a Firenze. Poco si conosce della sua vita: soltanto alcuni dettagli biografici sono verificabili da fonti extra musicali. Egli era, molto probabilmente, di Perugia e può essere stato figlio di un rettore di collegio. Nel 1362 visitò il monastero di Santa Trìnita insieme a Gherardello da Firenze. Dalla evidenza delle sue musiche, egli fu probabilmente amico del poeta fiorentino Franco Sacchetti e deve aver composto la maggior parte delle sue opere nel periodo dal 1360 al 1375. Niccolò può essere stato quel Ser Niccolò insigne cantore di laude nel 1393. Una delle sue composizioni, La fiera testa, fu scritta contro la Famiglia Visconti quando Firenze fu in guerra contro Milano fra il 1397 e il 1400.
Un totale di 41 composizioni verosimilmente attribuibili a lui, sono giunte fino a noi, la maggioranza delle quali è contenuta nel Codice Squarcialupi e tutte le altre da fonti toscane. Sono tutte musiche profane, tutte vocali e sono rappresentate da 16 madrigali, 21 ballate e 4 cacce. I madrigali sono tutti a due voci, ad eccezione di uno che è a tre voci e sono tutti scritti in uno stile classico scevro da influenze francesi. Essi differiscono molto dallo stile di Francesco Landini.
Una peculiarità di Niccolò sono le ballatae minimae. Questi pezzi sono molto brevi e consistono in un solo verso di testo, molto differenti dalle storie d'amore di altri compositori contemporanei come Landini.